# 玫瑰辛普遜鱂
玫瑰辛普遜鱂，為輻鰭魚綱鯉齒目鰕鱂亞目溪鱂科的其中一種，為熱帶淡水魚，分布於南美洲巴西Pardo河流域，體長可達5公分，棲息在中底層水域，生活習性不明。

## 擴展閱讀
維基物種上的相關：玫瑰辛普遜鱂